# Dennis Frederiksen
Dennis Hardy "Fergie" Frederiksen (Grand Rapids, 15 de maio de 1951 — Mound, 18 de janeiro de 2014), foi um cantor estadunidense. Fez gravações em 1980/81 com o nome de David London, porém ficou mais conhecido como Fergie Frederiksen. Foi vocalista das bandas MSFunk, Trillion, Angel, LeRoux e Toto entre 1975 e 1987. Também gravou com a banda Survivor o multiplatinado "Eye Of The Tiger" fazendo backing vocals.

## Carreira
Iniciou sua carreira aos 13 anos de idade, cantando em clubes e bares juntamente com um grupo musical de Grand Rapids. Em 1975, quando ainda estava na faculdade, foi convidado por seu amigo Tommy Shaw para substituí-lo nos vocais da banda MSFunk - Shaw decidira mudar-se para outra banda, o Styx. Frederiksen permaneceu como vocalista do MSFunk até sua separação em 1976.
Frederiksen morava em Chicago quando decidiu criar outro grupo, o Trillion, juntamente com o tecladista Patrick Leonard. O primeiro álbum saiu em 1978 e teve produção de Gary Lyons. A marca registrada das apresentações do Trillion foram os back-flips durante os shows. Porém, no mesmo ano, deixa os vocais e os passa para Thom Griffin.
Após deixar o grupo, dedica-se à produção musical, principalmente em trilhas sonoras de filmes. Com o pseudônimo David London, trabalha na Casablanca Records, com o objetivo de desvencilhar mais de sua imagem de roqueiro - interpretou duas músicas disco ("Samantha" e "Sound of the City"). Em 1981, adota seu apelido de infância, "Fergie", como novo nome artístico.
Ainda na Casablanca, conhece Greg Giuffria, ex-integrante da extinta banda Angel (uma das poucas que detinham o selo da gravadora), e ambos trabalham para lançar um novo disco. Ambos tornaram-se amigos (colaboraram em diversos trabalhos musicais), embora o álbum não tivesse saído do papel, e Giuffria concentrava-se na formação do grupo que levava seu sobrenome.
Quando Steve Walsh deixou o grupo de rock Kansas, Frederiksen foi um dos candidatos a sucedê-lo, mas John Elephant acabaria sendo agraciado. Ainda exerceu os vocais da banda Le Roux (substituiu o antigo vocalista Jeff Le Roux, que tornaria-se pastor) até formar um novo conjunto musical batizado de Abandon Shame, ao lado de Jonathan Cain (tecladista do Journey) e a esposa deste, Tane.
Ricky Phillips, que era amigo do baterista do Toto, Jeff Porcaro, forneceu uma fita de demonstração a "Fergie"  - o líder do grupo, Bobby Kimball, havia deixado os vocais - e este assumiu o lugar de Kimball. Em 1985, Frederiksen acabaria sendo expulso, apesar de considerar sua curta passagem como o melhor momento de sua carreira.
Fora do Toto, Frederiksen seguiria viajando usando o nome da banda, fato que irritou seus ex-companheiros (reconciliaram-se em 2007). Em 1987, abandona a carreira para dedicar-se à rede de restaurantes montada por seu pai. Voltaria aos palcos em 1995 ao lado de Ricky Phillips, gravando o álbum "Frederiksen/Phillips", com David Glen Eisley, do Giuffria, como backing-vocal. Ambos trabalharam também no disco "Equilibrium", de 1999, que teve participação de Neal Schon, Steve Porcaro, Jason Scheff e Dave Amato, e que terminaria aclamado na Europa e no Japão.

## Descoberta de câncer, últimos álbuns lançados e morte
Em junho de 2010, "Fergie" anuncia que descobriu um câncer no fígado, impossível de ser operado. Como o tratamento inviabilizava uma maior atuação nos estúdios, ele pensou em abandonar de vez a carreira. Porém, persuadido por seu amigo Alex Ligertwood, decide seguir cantando. Durante as sessões, lançou mais dois álbuns ("Happiness is the Road", de 2011 e "Any Given Moment", de 2013). Outro disco, intitulado "The Secrets Of L.A", foi lançado neste último ano.
Dennis Frederiksen morreu em 18 de janeiro de 2014, aos 62 anos, em Mound, cidade do estado de Minnesota.

## Discografia
- 1978: Trillion: Trillion (como Dennis Frederiksen)
- 1981: David London: David London (como David London)
- 1983: LeRoux: So Fired Up
- 1984: Toto: Isolation
- 1995: Frederiksen/Phillips: Frederiksen/Phillips
- 1999: Fergie Frederiksen: Equilibrium
- 2000: World Classic Rockers: World Classic Rockers Vol. 1
- 2002: Mecca: Mecca
- 2003: World Classic Rockers: World Classic Rockers Vol. 2
- 2007: Frederiksen/Denander: Baptism By Fire
- 2011: Fergie Frederiksen: Happiness is the Road
- 2013: Fergie Frederiksen: Any Given Moment

## Participações Especiais
- 1980: Can't Stop the Music OST (como David London)
- 1982: Survivor: Eye of the Tiger (como "Fergie")
- 1984: Toto: Dune OST
- 1986: Toto: Fahrenheit
- 1987: Karo: Heavy Birthday
- 1997: Joseph Williams: 3
- 2000: LeRoux: AOR Live
- 2001: Radioactive: Ceremony of Innocence
- 2003: Radioactive: Yeah
- 2004: AOR: Nothing But the Best
- 2005: Radioactive: Taken
- 2005: Northern Light: Northern Light
- 2009: Myland: No Man's Land
- 2009: AOR: Journey to L.A
- 2010: AOR: L.A. Ambition
- 2013: AOR: The Secrets Of L.A